# Rafael Catalá Polo
|  | Per a altres significats, vegeu «Rafael Catalá (desambiguació)». |

Rafael Catalá Polo (Madrid, 21 de juny de 1961), polític i alt funcionari espanyol, ministre de Justícia d'Espanya i notari major del Regne entre 2014 i 2018. És diputat al Congrés dels Diputats des de 2016.

## Biografia
Nascut a Madrid el 21 de juny de 1961, és llicenciat en Dret per la Universitat Complutense de Madrid i pertany al Cos Superior d'Administradors Civils de l'Estat des de 1985.
Ha ocupat diferents càrrecs a l'Administració General de l'Estat: sotsdirector general d'Ordenació i Política de Personal al Ministeri de Sanitat d'Espanya (1988-1992), director de Relacions Laborals i d'Administració i Serveis d'AENA (1992-1996), director general de la Funció Pública d'Espanya al Ministeri d'Administracions Públiques (1996-1999), director general de Personal i Serveis del Ministeri d'Educació, Cultura i Esports espanyol (1999-2000). Entre 2000 i 2002 va ser sotssecretari d'Hisenda i entre 2002 i 2004 va ser secretari d'Estat de Justícia de l'Estat espanyol.
Va ser el director gerent de l'Hospital Ramón y Cajal de Madrid (2004-2005) i secretari general i del Consell d'Administració de CODERE, S.A., empresa dedicada al sector del joc. Va dirigir el Màster d'Administració Pública al campus de Madrid de l'Escola de Negocis ESADE entre 2005 i 2012 i va ser professor associat de Ciència Política i de l'Administració a la Universitat Carles III de Madrid del 2007 al 2011.
L'any 2011 va ser nomenat secretari d'Estat de Planificació i Infraestructures del Ministeri de Foment d'Espanya a proposta de la ministra Ana Pastor Julián. El 2012 va ser nomenat secretari d'Estat d'Infraestructures, Transport i Habitatge al mateix departament. Durant aquella etapa va ser el president de la societat ENAIRE, gestora de la navegació aèria d'Espanya.
Arran de la vacant produïda per la dimissió d'Alberto Ruiz-Gallardón al capdavant del Ministeri de Justícia, va ser nomenat ministre de Justícia d'Espanya en el Consell de Ministres presidit per Mariano Rajoy, càrrec del qual va prendre possessió el 29 de setembre de 2014.
Va ser escollit diputat per Conca al Congrés dels Diputats a les Eleccions Generals de 2015. Durant la curta XI Legislatura espanyola (2016) -esgotada abans d'hora davant la impossibilitat del Congrés dels Diputats d'investir un president del Govern- i durant els primers mesos de la XII, va exercir en funcions la titularitat del Ministeri. Va tornar a ser elegit diputat a les eleccions de 2016.
El 19 de juliol de 2016 va assumir el despatx ordinari dels assumptes del Ministeri de Foment d'Espanya quan la titular del departament, Ana Pastor Julián, va ser elegida presidenta del Congrés dels Diputats. Va exercir el càrrec de forma interina fins al 4 de novembre del mateix any, data en què també va renovar el seu nomenament com a ministre de Justícia. Amb la moció de censura del govern socialista va finalitzar la seva etapa com a ministre. L'octubre del 2018 va fitxar com a assessor per una consultora.